# Tai-Sek jezici
Tai-Sek jezici (privatni kod: tais), dio veće jezične skupine be-tai kojoj uz nju pripada još jedino jezik lingao [onb] (600.000; 2000 L. Min) iz Kine, jedini predstavnik podskupine Be. 
Dijeli se na podskupine 
a. Tai sa (61) jezikom i
b. Sek s jezikom saek [skb] iz Laosa i Tajlanda.
Govore se u Kini, Vijetnamu i Laosu.

## Vanjske poveznice
- Ethnologue (14th)
- Ethnologue (15th)